# 奇傑パンチョ
『奇傑パンチョ』（原題・Viva Villa!）は、1934年に製作・公開されたアメリカ合衆国の映画である。メキシコ革命を舞台にジャック・コンウェイが監督、ウォーレス・ビアリーがタイトルロールであるパンチョ・ヴィラに扮した。ハワード・ホークスが主要な部分の監督を務め、ウィリアム・A・ウェルマンもノンクレジットで参加している。

## キャスト
- パンチョ・ヴィラ：ウォーレス・ビアリー
- シエラ：レオ・キャリロ
- テレサ：フェイ・レイ
- ドン・フェリペ：ドナルド・クック
- フランシスコ・マデロ：ヘンリー・B・ウォルソール
- パスカル：ジョセフ・シルドクラウト
- ロシータ：キャサリン・デミル

## スタッフ
- 製作：デヴィッド・O・セルズニック
- 脚本：ベン・ヘクト
- 撮影：ジェームズ・ウォン・ハウ、チャールズ・G・クラーク
- 音楽：ハーバート・ストサート
- 編集：ロバート・カーン
- 美術監督：ハリー・オリヴァー
- 録音：ダグラス・シアラー
- 衣裳：ドリー・ツリー

## 映画賞受賞・ノミネーション
- 受賞
  - ヴェネツィア国際映画祭 男優賞：ウォーレス・ビアリー
  - アカデミー助監督賞：ジョン・S・ウォーターズ
- アカデミー賞ノミネーション
  - 作品賞
  - 脚色賞：ベン・ヘクト
  - 録音賞：ダグラス・シアラー